# Polzow
Polzow er en by og kommune i det nordøstlige Tyskland, beliggende i Amt Uecker-Randow-Tal i den sydøstlige del af Landkreis Vorpommern-Greifswald. Landkreis Vorpommern-Greifswald ligger i delstaten Mecklenburg-Vorpommern.

## Geografi
Polzow er beliggende fire kilometer øst for Pasewalk ved nordenden af en endemorænebue, der går fra Pasewalk til Löcknitz mellem Uecker- og Randowdalene. Nord for byen begynder det fladere område Ueckermünder Heide. I kommunen finder man ud over Polzow, byen Neu Polzow der ligger en kilometer mod nordøst, og byen Roggow der er beliggende to kilometer syd for landsbyen.

### Trafik
Bundesstraße B 104 der fører fra Lübeck over Schwerin (samt Neubrandenburg og Pasewalk) krydser den nordlige del af kommunen på vej til grænsen og den polske by Stettin (Szczecin). Nærmeste banegårde er i Pasewalk og i nabokommunen Zerrenthin, der har forbindelser til jernbanelinjerne Stralsund–Berlin og Bützow–Stettin.

## Eksterne kilder og henvisninger
- Wikimedia Commons har flere filer relateret til Polzow
- Kommunens side på amtets websted
- Befolkningsstatistik mm (Webside ikke længere tilgængelig)